# Natsume
Natsume (ナツメ株式会社?, Natsume Kabushiki kaisha) è un'azienda giapponese dedita allo sviluppo di videogiochi, perlopiù di ruolo, fondata nel 1987 da Takashi Matsumoto. È conosciuta per le serie di Harvest Moon e Lufia. Natsume è inoltre l'editore di Telefang.